# Lei Feng
Lei Feng (chinesisch 雷鋒 / 雷锋, Pinyin Léi Fēng; * 18. Dezember 1940 in Changsha; † 15. August 1962) war ein Soldat der chinesischen Volksbefreiungsarmee, der von Mao Zedong im Jahr 1963 zum „nationalen Vorbild“ für die Volksrepublik China erklärt wurde.

## Kampagne „Vom Genossen Léi Fēng lernen“
Léi Fēng starb im Alter von 21 Jahren, als er beim Einweisen eines Lastwagens von einem Telefonmast erschlagen wurde, den der LKW gerammt hatte. Er wurde nach seinem Tod zu einem Bestandteil der sozialistischen Erziehungskampagne „Vom Genossen Léi Fēng lernen“ (向雷锋同志学习, xiàng Léi Fēng tóngzhì xuéxí), die landesweit 1963 begann. Es wurde ein Tagebuch Léi Fēngs veröffentlicht, ebenso Fotos aus seinem Leben. Diese zeigen ihn, wie er bei Bauern arbeitet, seinen Sold seiner Garnison spendet, mit Kindern spielt und Maos Werke studiert.
Die Kampagne erhob Léi Fēng zum Vorbild „gutkommunistischen“, stets dem Kollektiv dienenden Verhaltens.

## Heutige Rezeption
Nach der Kulturrevolution geriet Léi Fēng mehr und mehr in Vergessenheit, bis 1996 ein erfolgreicher Film über sein Leben gedreht wurde.
In den letzten Jahren wurde im Zuge der „Sozialen Harmonie“, einem moralischen Appell zum Ausgleich der extremen Einkommensunterschiede im heutigen China, der Mythos von Lei Feng von der KPCh erneuert.

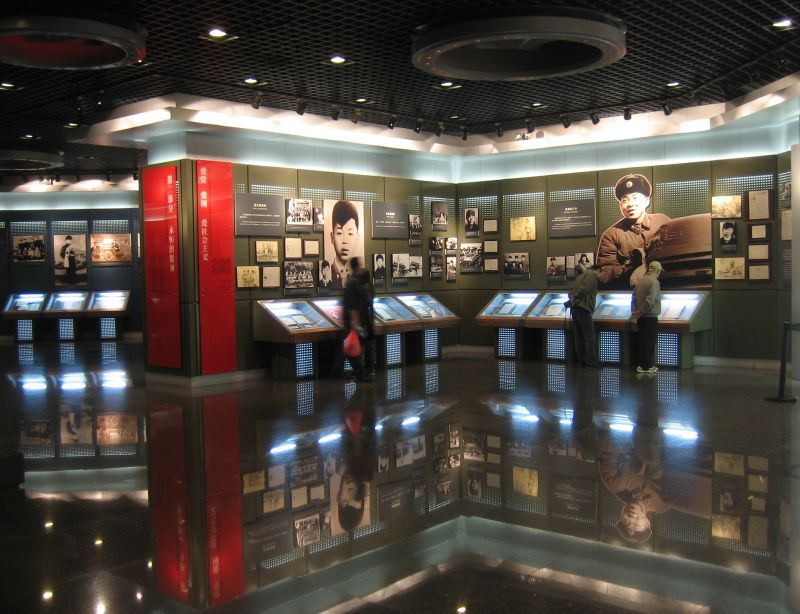
Lei-Feng-Museum in Fushun, China

Zu Léi Fēngs Ehren gibt es den Léi Fēng-Tag (5. März). In der Stadt Fushun gibt es ein Lei-Feng-Museum.

## Film
- China im Lei Feng-Fieber. Reportage, Frankreich 2008, 22 Min., Buch und Regie: Alain Lewkowicz, Marc Sainsauve und Matthieu Lere, Produktion: arte, Ligne de Mire Productions, Erstausstrahlung: 7. Juni 2008.